# Mascarenotus murivorus
El búho de Rodrigues (Mascarenotus murivorus) es una especie extinta de ave strigiforme de la familia Strigidae que habitaba en la isla mascareña de Rodrigues.

## Extinción
Probablemente no pudo hacer frente a las alteraciones ecológicas y la depredación que resultó del asentamiento humano y la gran población de ratas en la isla. El ave se extinguió aparentemente a mediados del siglo XVIII.